# 黄石路 (广州)
黄石路是位于中华人民共和国广东省广州市白云区内的东西走向主干道，常指由黄石西路及黄石东路两段相连组成的道路，西起大冈街，东至白云大道。道路北侧另有黄石北路，与该段道路平行，西起空港大道，东至白云大道。
目前，黄石路范围内设有一个巴士总站。

## 基本信息
- 黄石西路及黄石东路：全长5.1公里，宽11～43米，双向2～6车道。
- 黄石北路：全长750米，宽25米，双向4车道。

## 道路起终点
- 黄石西路：西起大冈街，东至机场路。
- 黄石东路：西起机场路，东至白云大道南与白云大道北交汇处（现被划入 107国道）。
- 黄石北路：西起为广云路，东至白云大道北。

## 相交道路

### 黄石西路与黄石东路
以下途经道路顺序由西到东排序，其中粗体字为主干道：
- 大冈街
- 榕茵西路
- 石槎路、小坪立交
- 榕茵东路
- 石夏路、小坪西路
- 小坪东路
- 顺兴路
- 马务大街
- 机场路
- 航联大道
- 江景路
- 明珠路
- 云城西路、空港大道
- 陈田村西街
- 云城东路
- 白云大道北

### 黄石北路
- 空港大道
- 白云大道北